# Jaime Perelló Borrás
Jaime R. Perelló Borrás (14 de septiembre de 1973) es un político, puertorriqueño. Perelló está afiliado al Partido Popular Democrático de Puerto Rico y el Partido Demócrata de los Estados Unidos.

## Estudios y años tempranos
Jaime Rafael Perelló Borrás nació el 14 de septiembre de 1973 en San Juan. Estudió sus grados primarios y secundarios en el Colegio Santa Teresita en la Calle Loíza, Santurce,donde fue secretario de su clase en 1992. Posee un Bachillerato en Artes, con concentración en Ciencias Políticas de la Universidad Interamericana de Puerto Rico (1998) y realizó estudios graduados obteniendo una Maestría en Educación con concentración en Administración Pública de Cambridge College en Boston, Massachusetts (2005) y una Maestría en Comunicación Política y Gobernanza Estratégica de George Washington University (2023).También realizó estudios de inglés como segundo idioma en la Universidad de Georgetown.

## Carrera política y profesional
En el 2000, Perelló fue nombrado por José Aponte de la Torre, entonces Alcalde de Carolina, asesor para la Reforma de Salud. Preocupado para la crisis de salud causada por los bombardeos de la Marina en Vieques, Perelló y Aponte fundó la Empresa Salud para Vieques, donde sirvió como parte del Consejo de administración.
El 2001 Aponte lo designa  para trabajar como Asesor Especial de Asuntos con Gobierno Central y Federal, así como sirviendo de enlace con otros alcaldes de Puerto Rico y los Estados Unidos. En 2003, fue una de las personas arrestadas por desobediencia civil en Vieques, sirviendo 30 días en una prisión federal.
En el 2005, Perelló trabajó para la campaña de Fernando Ferrer, primer puertorriqueño en aspirar para ser Alcalde de la Ciudad de Nueva York. En agosto de 2007, el Gobernador Aníbal Acevedo Vilá, le nombró asesor en Asuntos Municipales, en cargo de implementar políticas públicas de la administración central en todos los municipios de la isla.
En 2007 recibió el "Missión Accomplishment Award" de Cambridge College (en inglés) por su trabajo en el sector público.
Perelló presentó su candidatura para la Cámara de Representantes de Puerto Rico, ganando las primarias de su partido en 2008. Más tarde en ese año, este fue elegido en su primer término en la Cámara en las elecciones generales.
En enero del 2009 fue juramentado como Representante por Acumulación del Partido Popular Democrático. Durante ese cuatrienio fue Portavoz de la Minoría en la Comisión de Gobierno y miembro de las Comisiones de Hacienda, Asuntos Municipales, Asuntos del Consumidor, Obras Públicas, Educación y Organizaciones sin Fines de Lucro.
En el 2012, Perelló dirigió el equipo de candidatos para representantes del Partido Popular Democrático para conseguir una mayoría en la Cámara de Representantes de Puerto Rico.
En noviembre de 2012, revalidado a un segundo término, siendo elegido también como Presidente de la Cámara cuando el Partido Popular Democrático ganó la mayoría en Senado de Puerto Rico y la Cámara de Representantes de Puerto Rico, por los representantes de la mayoría.
En el 2015, logró la entrada de Puerto Rico por primera vez como miembro pleno, con voz y voto, del Foro de Presidentes y Presidentas de los Poderes Legislativos de Centroamérica y la Cuenca del Caribe (FOPREL).
En el 2013, sirvió como copresidente del Council of State Governments/Eastern Regional Conference, y organizó, con gran éxito, su 53era Convención Anual que reunió a legisladores de 18 jurisdicciones de los EE. UU. y Canadá, líderes empresariales y de la comunidad académica. Además, es fue miembro de la National Hispanic Caucus of State Legislators, en la cual se desempeña como vicepresidente del Labor & Workforce Development Task Force. 
El 29 de agosto de 2016 oficializó su renuncia a la presidencia de la Cámara de Representantes la presidencia de la Cámara quedando en funciones el entonces vicepresidente Roberto Rivera Ruiz de Porras.
Sus prioridades legislativas como presidente de la Cámara de Representantes se han dirigido a las áreas sociales y económicas. Su preocupación por los problemas sociales que acarrea el abuso físico, sexual y emocional de menores, maltrato de personas de edad avanzada, personas sin hogar, víctimas de violencia doméstica y personas con adicciones, impedimentos y salud mental, le llevaron a presentar y aprobar la Resolución Conjunta Núm. 65 de 16 de agosto de 2013 para decretar un Estado de Situación Social Apremiante en Puerto Rico, crear un Consejo Especial para atender la desigualdad y elaborar un “Plan de Acción Integral de Desarrollo Social”.
Consciente de la necesidad de posicionar a Puerto Rico en los mercados internacionales, presentó y logró la aprobación de la Ley 70-2013 para desarrollar una Marca País y crear un Comité Permanente para la creación, desarrollo, implementación y mantenimiento de dicha marca, con el objetivo de mercadear nuestro archipiélago caribeño como un destino de turismo gastronómico, deportivo y cultural.
Mediante ley protegió a los menores maltratados y para coordinar investigaciones, recopilar evidencia brindar tratamiento y coordinar la presentación de casos civiles y criminales. Con la aprobación de la Ley 158-2013 estableció los Centros de Servicios Integrados a Menores Víctimas de Agresión Sexual (CIMVAS).
Creyente firme de que existe talento en la empresa local puertorriqueña para fortalecer la economía, Perelló se ha convertido en el máximo defensor de la microempresa y de los pequeños y medianos comerciantes (PyMES). A esos efectos, presentó y aprobó la Ley 62-2014 para fortalecer a este importante sector de la economía y, desde entonces, ha promovido una campaña por toda la Isla ---Fuerza PyME--- para educar a empresarios potenciales y existentes sobre los beneficios y herramientas disponibles para desarrollar sus negocios.
Mediante el Plan Integral de Seguridad 360°, se ha dedicado con intensidad a promover y aprobar abundante legislación fortaleciendo los instrumentos investigativos, equipos y sistemas de comunicación, nueva tecnología y personal especializado, de todos los componentes de seguridad.
Como defensor de la democracia participativa, creó la Oficina de Participación Ciudadana como una herramienta para fortalecer la transparencia gubernamental, donde los ciudadanos tienen el poder de radicar directamente y bajo su nombre medidas para el beneficio del País.
De igual manera, dentro de su objetivo de transformar la eficiencia del gobierno, ha sido un metódico evaluador de la concesión de créditos contributivos, el sistema de compras y el respeto al sistema de mérito en el servicio público.
A través de sus años de estudio fue reconocido por diversas organizaciones por su liderato en áreas como la prevención del uso de sustancias controladas, además de ser reconocido por el Departamento de Servicio contra la Adicción y por Remediation and Educational Support Systems (RESS). La universidad donde cursó su maestría le confirió el Mission Accomplishment Award.
Como funcionario público ha recibido los siguientes reconocimientos:
• El Puerto Rico Tech Summit le premió, por impulsar la iniciativa de abrir y acercar los procesos legislativos a la gente a través de la página de internet tucamarapr.org a la que denominaron como Democracia Digital.
• La Fundación Agenda Ciudadana le distinguió con el Reconocimiento Ubuntu por crear la primera Oficina de Participación Ciudadana en la Legislatura de Puerto Rico.
• El Centro Unido de Detallistas (CUD) le otorgó su máximo galardón, el Premio Mercurio, por su férrea defensa de los pequeños y medianos negocios. A su vez, le otorgó el Premio Presidencial en el año 2014 mientras el Consorcio de la Iniciativa Tecnológica del Norte (INTENOR) reconoció su contribución tecnológica y empresarial.
En el 2015, logró la entrada de Puerto Rico por primera vez como miembro pleno, con voz y voto, del Foro de Presidentes y Presidentas de los Poderes Legislativos de Centroamérica y la Cuenca del Caribe (FOPREL).Actualmente es miembro del Consejo Consultivo del Foro de Presidentes y Presidentas de los Poderes Legislativos de Centroamérica y la Cuenca del Caribe (FOPREL).
En el año 2017 luego de retirarse del servicio público funda una compañía dedicada principalmente al negocio de seguros en Puerto Rico. 
Adicional colabora como asesor en asuntos de gobierno en la empresa de cabilderos en los Estados Unidos, Fuentes Strategies.
El objetivo de Jaime Perelló Borrás y lo que le inspira a servirle al país es contribuir a legarle a la próxima generación un Puerto Rico con dirección, estabilidad fiscal y economía desarrollada, un sistema de salud autosuficiente, una estructura de seguridad confiable y ágil, y un sistema educativo creativo y competitivo.

## Vida personal
Su padre Luis Perelló era servidor público y fue ayudante ejecutivo del gobernador Rafael Hernández Colón en su primer cuatrienio. Su madre Carmen Borrás fue una destacada ejecutiva de la industria de seguros en Puerto Rico con licencia como productora de seguros, ambos fallecidos.  Jaime Perelló s padre de tres hijos.
En la actualidad esta casado con la diputada de Honduras Kritza Pérez Gallegos .  https://www.elheraldo.hn/entretenimiento/diputada-kritza-perez-casa-politico-puertorriqueno-jaime-perello-EK18477113

## Historia electoral
| Año  | Cargo                         | Tipo      | Partido | Partido | Votos   | %     | Posición | Resultado |
| ---- | ----------------------------- | --------- | ------- | ------- | ------- | ----- | -------- | --------- |
| 2008 | Representante por acumulación | Generales |         | PPD     | 128,486 | 6.86  | 10.º     | Electo    |
| 2012 | Representante por acumulación | Generales |         | PPD     | 144,310 | 7.98% | 3.º      | Reelecto  |
| 2016 | Representante por acumulación | Generales |         | PPD     | 79,618  | 5.50% | 13.º     | No Electo |